# Gimnàstica als Jocs Olímpics d'estiu de 1964
Als Jocs Olímpics d'Estiu de 1964 celebrats a la ciutat de Tòquio (Japó) es disputaren 14 proves de gimnàstica, vuit en categoria masculina i sis en categoria femenina. La competició es disputà entre els dies 18 i 23 d'octubre de 1964 al Tokyo Metropolitan Gymnasium.

## Resum de medalles

### Categoria masculina
| Prova                              | Or | Argent | Bronze                                                                                          |
| Concurs complet individual Detalls | Yukio Endo                                                                                            | Viktor Lisitsky                                                                                                | No es concedí                                                                                   |
| Concurs complet individual Detalls | Yukio Endo                                                                                            | Boris Shakhlin                                                                                                 | No es concedí                                                                                   |
| Concurs complet individual Detalls | Yukio Endo                                                                                            | Shuji Tsurumi                                                                                                  | No es concedí                                                                                   |
| Concurs complet per equips Detalls | JapóYukio Endo · Shuji Tsurumi · Haruhiro Yamashita · Takuji Hayata · Takashi Mitsukuri · Takashi Ono | Unió SovièticaBoris Shakhlin · Viktor Lisitsky · Viktor Leontev · Yuri Tsapenko · Yuri Titov · Sergei Diomidov | AlemanyaSiegfried Fülle · Klaus Köste · Erwin Koppe · Peter Weber · Philipp Fürst · Günter Lyhs |
| Exercici de terra Detalls          | Franco Menichelli                                                                                     | Yukio Endo | No es concedí                                                                                   |
| Exercici de terra Detalls          | Franco Menichelli                                                                                     | Viktor Lisitsky                                                                                                | No es concedí                                                                                   |
| Barra fixa Detalls                 | Boris Shakhlin                                                                                        | Yuri Titov | Miroslav Cerar                                                                                  |
| Barres paral·leles Detalls         | Yukio Endo                                                                                            | Shuji Tsurumi                                                                                                  | Franco Menichelli                                                                               |
| Cavall amb arcs Detalls            | Miroslav Cerar                                                                                        | Shuji Tsurumi                                                                                                  | Yuri Tsapenko                                                                                   |
| Anelles Detalls                    | Takuji Hayata                                                                                         | Franco Menichelli                                                                                              | Boris Shakhlin                                                                                  |
| Salt sobre cavall Detalls          | Haruhiro Yamashita                                                                                    | Viktor Lisitsky                                                                                                | Hannu Rantakari                                                                                 |

### Categoria femenina
| Prova                              | Or | Argent | Bronze                                                                                       |
| Concurs complet individual Detalls | Věra Čáslavská | Larissa Latínina | Polina Astàkhova                                                                             |
| Concurs complet per equips Detalls | Unió SovièticaLarissa Latínina · Polina Astàkhova · Tamara Manina · Elena Volchetskaya · Tamara Zamotaylova · Lyudmila Gromova | TxecoslovàquiaVěra Čáslavská · Hana Růžičková · Jaroslava Sedláčková · Adolfína Tkačíková · Mária Krajčírová · Jana Posnerová | JapóKeiko Ikeda · Toshiko Aihara · Kiyoko Ono · Taniko Nakamura · Hiroko Tsuji · Ginko Chiba |
| Exercici de terra Detalls          | Larissa Latínina | Polina Astàkhova | Anikó Jánosi                                                                                 |
| Barra d'equilibris Detalls         | Věra Čáslavská | Tamara Manina | Larissa Latínina                                                                             |
| Barres asimètriques Detalls        | Polina Astàkhova | Katalin Makray | Larissa Latínina                                                                             |
| Salt sobre cavall Detalls          | Věra Čáslavská | Larissa Latínina | No es concedí                                                                                |
| Salt sobre cavall Detalls          | Věra Čáslavská | Birgit Radochla | No es concedí                                                                                |

## Medaller
| Posició | País           | Or | Argent | Bronze | Total |
| 1       | Japó           | 5  | 4      | 1      | 10    |
| 2       | Unió Soviètica | 4  | 10     | 5      | 19    |
| 3       | Txecoslovàquia | 3  | 1      | 0      | 4     |
| 4       | Itàlia         | 1  | 1      | 1      | 3     |
| 5       | Iugoslàvia     | 1  | 0      | 1      | 2     |
| 6       | Alemanya       | 0  | 1      | 1      | 2     |
| 6       | Hongria        | 0  | 1      | 1      | 2     |
| 8       | Finlàndia      | 0  | 0      | 1      | 1     |